# Cherestrato (militare)
Cherestrato (in greco antico: Χαιρέστρατος?, Chairéstratos; fl. V-IV secolo a.C.) è stato un militare ateniese del V-IV secolo a.C..
(Iseo, Per l'eredità di Filottemone, 1)
Nel passo 1 dell'orazione Per l'eredità di Filottemone, datata 364 a.C., di Iseo, oratore e logografo del V-IV secolo a.C., se interpretato letteralmente, sembra che Cherestrato fosse trierarco durante la grande spedizione in Sicilia, come ha notato per primo William Wyse.
Lo stesso Wyse nota come, secondo il passo 60, Cherestrato, al tempo della declamazione di Iseo, era un uomo troppo giovane per poter servire nella flotta ateniese 52 anni prima, ovvero gli anni passati tra 415 e 364 a.C. Al riguardo, le soluzioni proposte per ovviare a questa incongruenza sono:
- Il complemento εἰς Σικελίαν ("per la Sicilia") può essere omesso perché è una nota proveniente dal passo 14, oppure cambiato con un'altra destinazione.[1]
- Procedendo in simmetria, anziché modificare il complemento di luogo, si è agito sul soggetto tramutandolo da Chere-strato a Fano-strato, padre del precedente.[1]
- È possibile anche che la trireme a cui fa allusione Iseo fosse diretta in Sicilia non in missione di guerra, visto che non sono presenti fonti che lo attestino, ma diretta a Siracusa, alla corte del tiranno Dionisio I; i rapporti diplomatici tra Atene e Siracusa sono provati dal ritrovamento sull'acropoli di Atene di un frammento di un decreto ateniese, dove gli Ateniesi lodano il tiranno Dionisio, che viene definito "arconte di Sicilia".[3][1][2]